# Отряд самоубийц (Новая Зеландия)
Отря́д самоуби́йц (англ. Suicide squad) — группа членов Законодательного совета Новой Зеландии, назначенная в 1950 году генерал-губернатором Бернардом Фрейбергом по совету премьер-министра Сиднея Холланда для того, чтобы обеспечить принятие Законодательным советом решения о самороспуске.

## История
С момента своего основания Парламент Новой Зеландии состоял из двух палат — избираемой народом Палаты представителей и назначаемого генерал-губернатором Законодательного совета. Однако в середине XX века Законодательный совет стал всё больше восприниматься как неэффективный орган. Отмечалось, что Совет мало влияет на законодательный процесс — законопроекты, присылаемые в него из Палаты представителей, редко им критиковались, в большинстве случаев билль, одобренный Палатой, автоматически одобрялся Советом и получал силу закона. В связи с этим многие новозеландцы стали выступать за реформу Совета либо за его полное упразднение.
Инициатором упразднения Законодательного совета стал глава Национальной партии и лидер официальной оппозиции Сидней Холланд. В 1947 году он представил Палате представителей частный билль о роспуске Совета. Однако для упразднения верхней палаты парламента требовалось внести изменения в Новозеландский конституционный акт 1852 года, что мог сделать только Парламент Великобритании. Для того, чтобы обойти это ограничение, Палата представителей сначала приняла Вестминстерский статут (Закон о принятии Вестминстерского статута (1947)). Затем был принят Закон о поправках к Конституции Новой Зеландии (запрос и согласие) — Палата представителей обратилась к Парламенту Великобритании с просьбой одобрить внесение изменений в Конституцию. Наконец, британский парламент ответил на запрос новозеландцев и одобрил поправки, упраздняющие Законодательный совет.
Однако правящее лейбористское правительство Питера Фрейзера проигнорировало это решение и, вплоть до поражения лейбористов на выборах 1949 года, не делало никаких попыток на деле упразднить верхнюю палату. После выборов было сформировано правительство Национальной партии во главе с Холландом, которое немедленно приступило к упразднению Совета. Сам Закон об отмене Законодательного совета был разработан под руководством министра юстиции и генерального прокурора Клифтона Уэбба.
Девятнадцать из двадцати пяти действующих на тот момент членов Совета были против его упразднения. В связи с этим 22 июня 1950 года генерал-губернатор Бернард Фрейберг, по совету премьера Холланда, назначил двадцать пять новых членов Совета. В прессе они получили ироничное название отряд самоубийц, так как были назначены в Совет для того, чтобы проголосовать за его отмену. Само название «отряд самоубийц» возникло по аналогии с прозвищем Законодательного совета австралийского штата Квинсленд, который в 1922 году проголосовал за свой роспуск 27 июля 1950 года Фрейбергом по совету Холланда были назначены ещё четверо членов Совета. Также в состав «отряда самоубийц» включают ещё двух членов Законодательного совета, назначенных 15 марта 1950 года — Томаса Отто Бишопа (спикера Совета) и Уильяма Полсона.
31 декабря 1950 года Законодательный совет Новой Зеландии был официально упразднён. С тех пор Палата представителей является единственной палатой Парламента Новой Зеландии.

## Список членов «отряда самоубийц»
Ниже представлен полный список членов последнего состава Законодательного совета Новой Зеландии, проголосовавших за его роспуск.

### Назначены 15 марта 1950 года
- Томас Отто Бишоп[англ.] (1877—1952; назначен на второй срок (первый начался 9 марта 1943 года); спикер Законодательного совета с 1950 года)
- Уильям Полсон[англ.] (1875—1960)[4]

### Назначены 22 июня 1950 года
- Эндрю Хенсон Аллен[англ.] (1877—1963)
- Леонард Аллен Александр[англ.] (1904—1968)
- Кора Луиза Баррелл[англ.] (1889—1962)
- Аллан Ричмонд Кокерелл[англ.] (1891—1975)
- Гарольд Дики[англ.] (1874—1954)
- Билл Эндин[англ.] (1884—1957)
- Джон Александер Финлейсон[англ.] (1890—1960)
- Уильям Гирлинг[англ.] (1882—1973)
- Этель Марион Гульд[англ.] (1895—1992)
- Эдвин Генри Стейплз Гамильтон[англ.] (1885—1964)
- Фрэнсис Патрик Келли[англ.] (1883—1977)
- Генри Ливингстон[англ.] (1890—1959)
- Гарнет Геркулес Макли[англ.] (1883—1986)[5]
- Брюс Маклеод[англ.] (1890—1966)
- Роберт Томас Макмиллан[англ.] (1887—1962)
- Осси Мазенгарб[англ.] (1890—1963)
- Дэвид Мёрдок[англ.] (1887—1960)
- Александр Патерсон О’Шей[англ.] (1902—1990)
- Хилкот Питтс-Браун[англ.] (1905—1990)
- Нил Эйлмер Реттрей[англ.] (1896—1964)
- Джеймс Фредерик Томпсон[англ.] (1884—1966)
- Агнес Луиза Уэстон[англ.] (1879—1972)
- Чарльз Гилберт Уайт[англ.] (1880—1966)
- Уильям Янг[англ.] (годы жизни неизвестны)

### Назначены 27 июля 1950 года
- Джон Саутгейт Аллен[англ.] (1883—1955)
- Шевиот Веллингтон Ранги Диллон Белл[англ.] (1892—1963)
- Сирил Хендри Крокер[англ.] (1888—1958)
- Хоэроа Марумару[англ.] (1890—1952)

### Особый случай
- Апирана Нгата (1874—1950) (назначен, но не успел вступить в должность в связи со смертью; его заменил Хоэроа Марумару)